# Береговая охрана Норвегии

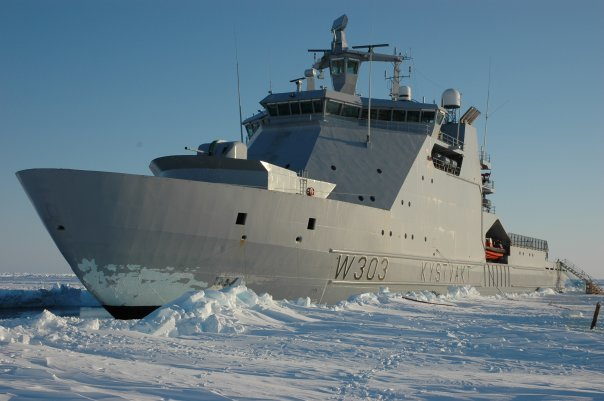
Ледокол NoCGV

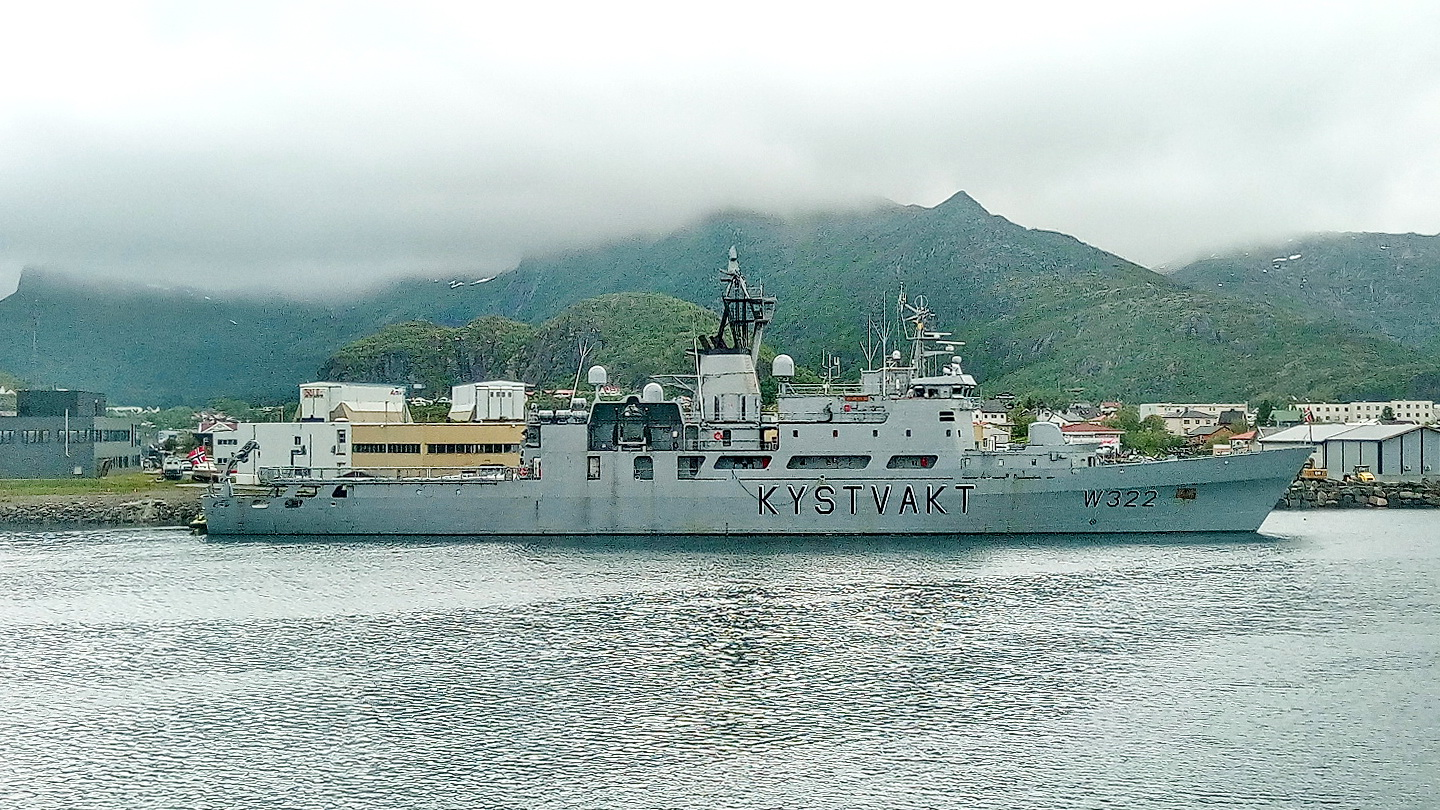
NoCGV Анденес (W322)

Береговая охрана Норвегии (норв. Kystvakten) — часть Королевского военно-морского флота, в обязанности которой входит: инспекция рыболовства, таможенный контроль, пограничный контроль, правоохранительная деятельность, инспекция судоходства, охрана окружающей среды и поисково-спасательные операции.

## Структура
Норвежская береговая охрана — формирование Королевского военно-морского флота Норвегии. Его возглавляет инспектор норвежской береговой охраны, который подчиняется генеральному инспектору Королевского военно-морского флота.
Береговая охрана располагала своим командованием и оперативным штабом на военно-морской базе Сортленд в центре города Сортленд. У неё есть дополнительная база в Хоконсверне в Бергене, которая является основной базой военно-морского флота.

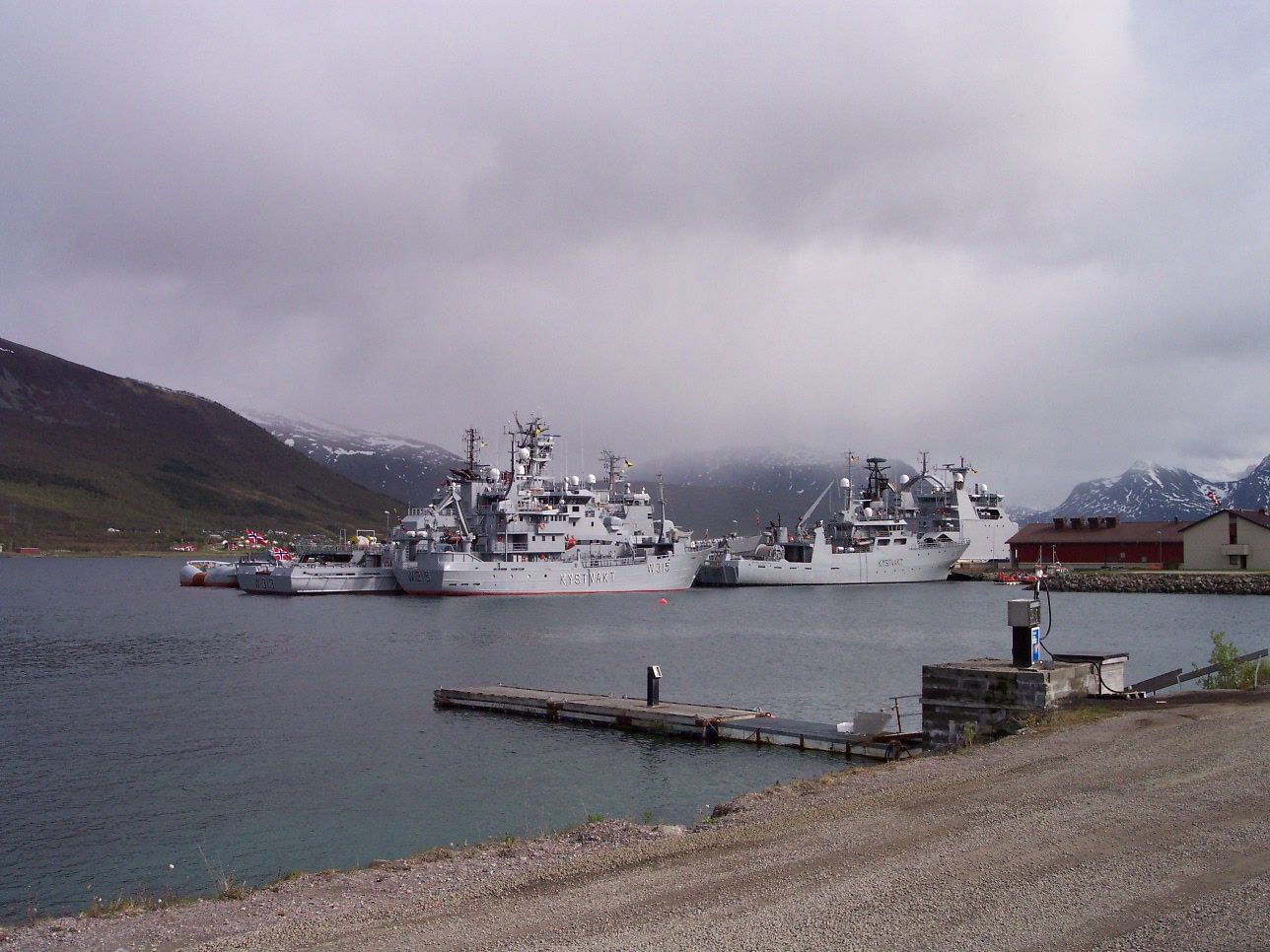
Суда береговой охраны на военно-морской базе Сортланд

В 2012 году Береговая охрана провела около 1700 проверок и вынесла предупреждения примерно на четверть из них. Также она участвовала в 171 поисково-спасательной операции. Суда береговой охраны имеют две команды, которые попеременно находятся в море и в отпуске. Это позволяет эффективно использовать весь парк судов.

## Юрисдикция и функции
Основная задача береговой охраны — отстаивать и поддерживать суверенитет Норвегии над своими внутренними водами, территориальными водами и исключительной экономической зоной (ИЭЗ). Его структура сосредоточена вокруг роли в мирное время с юридической основой в Законе о береговой охране от 1997 года.

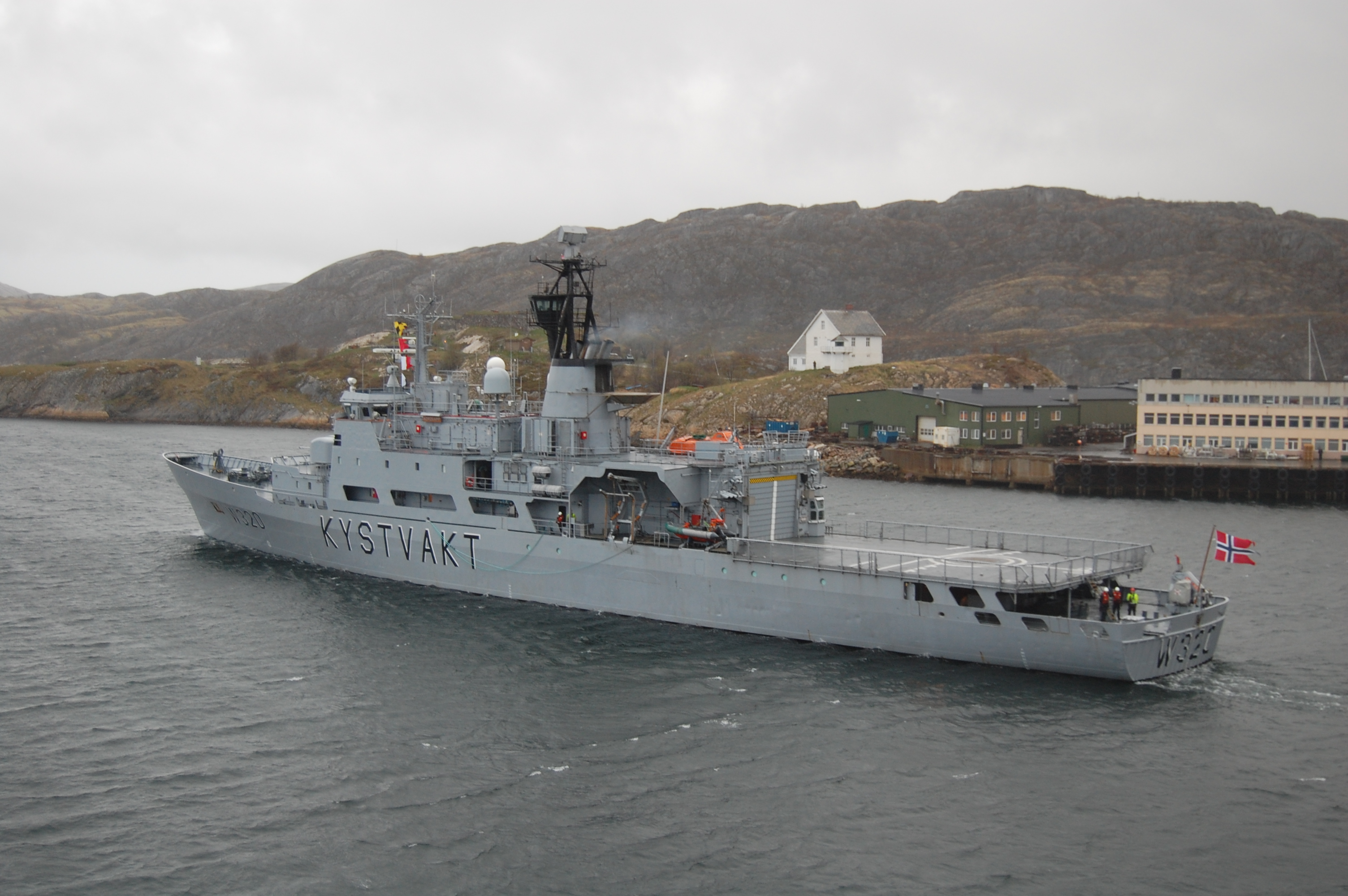
NoCGV Nordkapp (W320)

Береговая охрана имеет ряд прав контроля, включая таможенный и пограничный контроль для Шенгенской зоны.

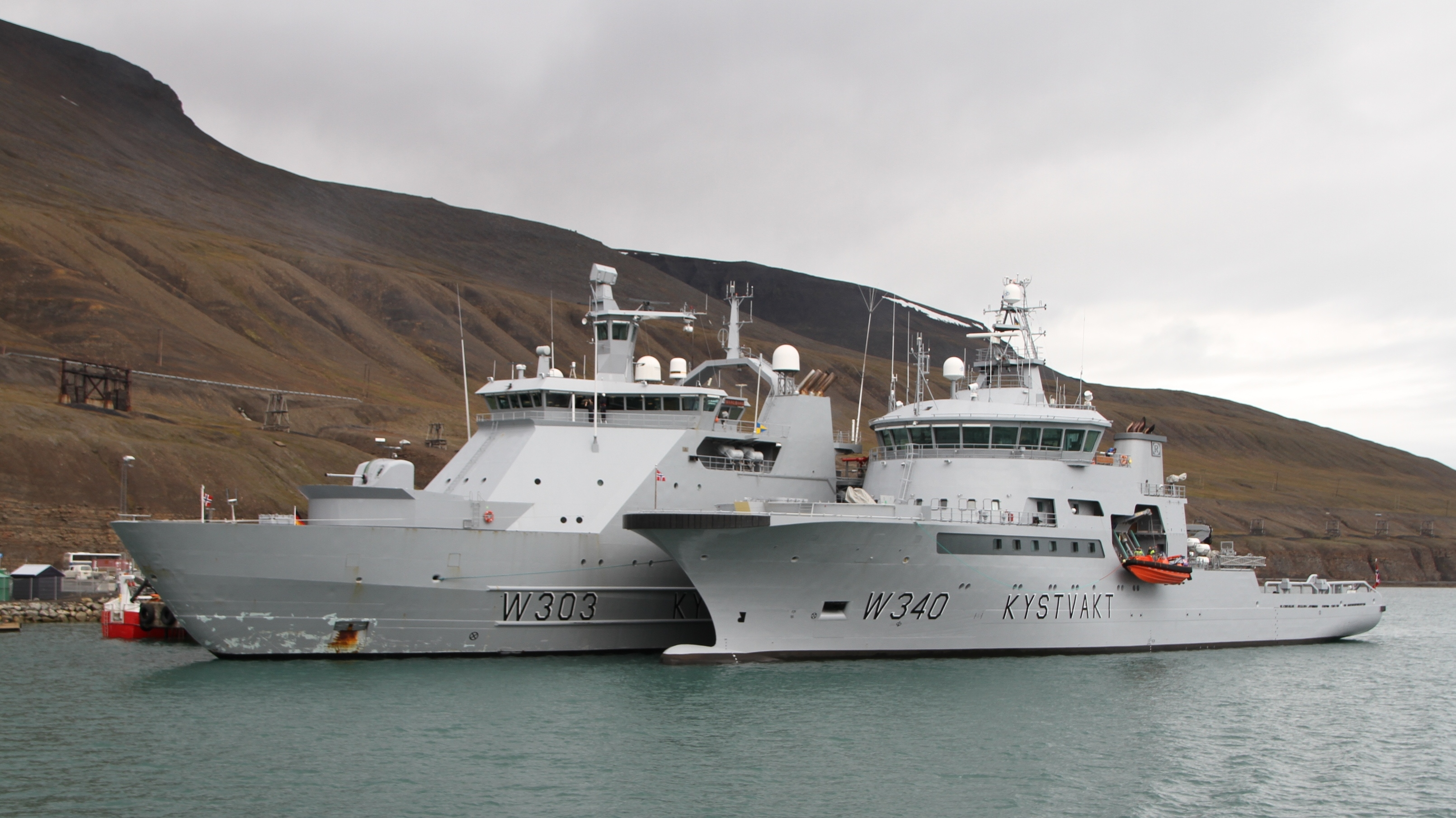
NoCGV Шпицберген (W303) и Баренцхав (W340) в Лонгйире

Наиболее обширная работа проводится в отношении рыболовства. Она включает в себя как осмотр, так и помощь. Обязанности по оказанию помощи рыболовным судам и другим судам в море включают: тушение пожаров, (включая использование водомётов и водолазов-дымоходов); удаление посторонних предметов в море; а также механическая помощь, помощь водолазам и буксировка судов, у которых вышла из строя моторная техника. Морские суда также оснащены оборудованием для предотвращения разливов нефти.

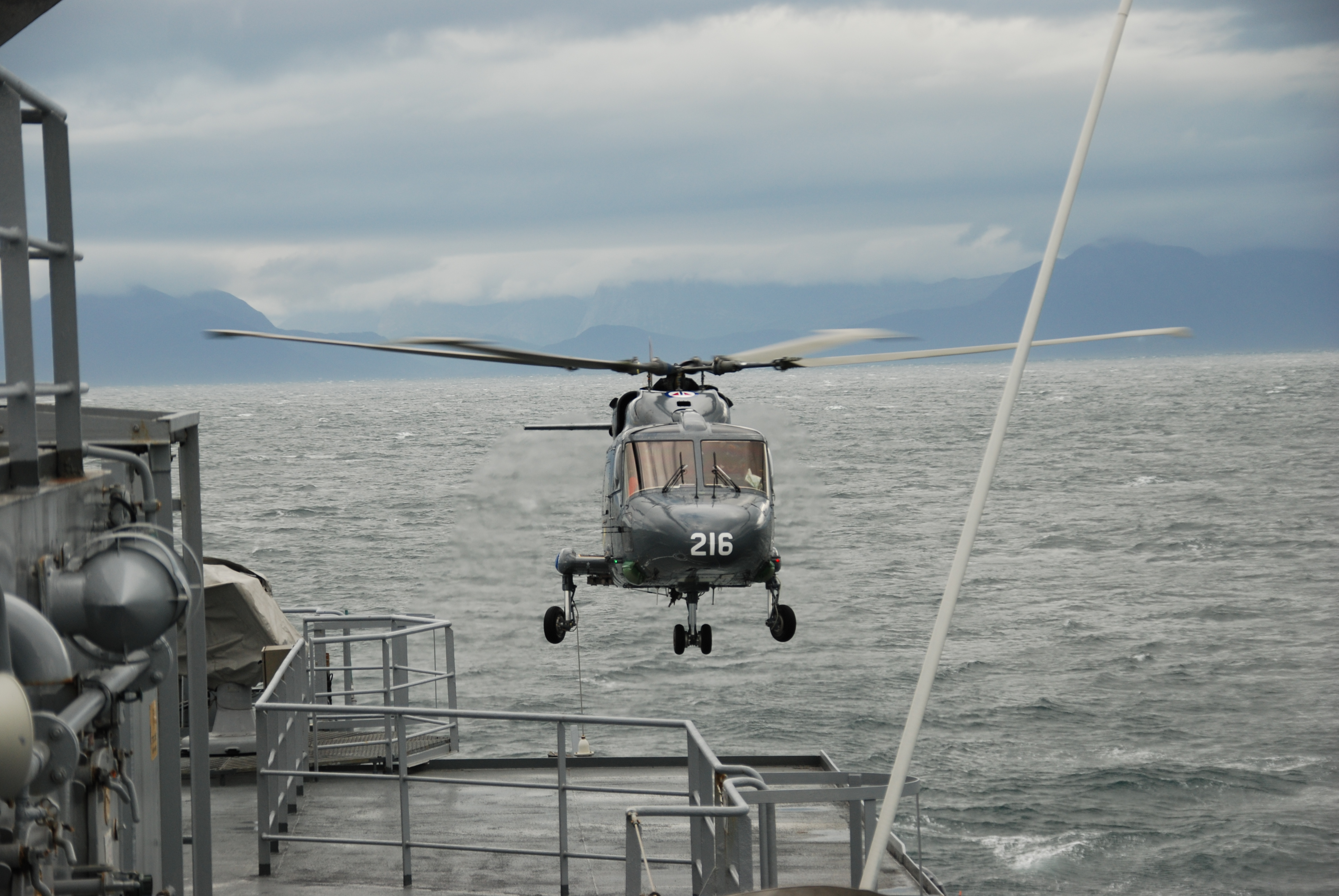
Посадка вертолёта Westland Lynx

Береговая охрана — одно из многих агентств Норвегии, которые могут быть привлечены для выполнения поисково-спасательных операций. Вся подобная деятельность либо координируется оперативным центром соответствующего территориального полицейского участка, либо совместными координационными центрами спасения в Южной и Северной Норвегии.